# Hans Fogh
Hans Marius Fogh (Rødovre, 8 de marzo de 1938-Toronto, 14 de marzo de 2014) fue un deportista danés que compitió para Canadá en vela en las clases Finn, Flying Dutchman y Soling.
Participó en seis Juegos Olímpicos de Verano, entre los años 1960 y 1984, obteniendo dos medallas, plata en Roma 1960, en la clase Flying Dutchman (junto con Ole Erik Petersen), y bronce en Los Ángeles 1984, en la clase Soling (junto con John Kerr y Stephen Calder). Además obtuvo el cuarto lugar en Tokio 1964, el séptimo en Múnich 1972 y el cuarto en Montreal 1976, en la clase Flying Dutchman.
Ganó tres medallas en el Campeonato Mundial de Flying Dutchman entre los años 1962 y 1974, y tres medallas en el Campeonato Europeo de Flying Dutchman entre los años 1960 y 1976, además de tres medallas en el Campeonato Mundial de Soling entre los años 1974 y 2006, y cuatro medallas en el Campeonato Europeo de Soling entre los años 1978 y 1987. Anteriormente había obtenido una medalla de plata en el Campeonato Mundial de Finn de 1961.

## Palmarés internacional
| Representando a Dinamarca |                  |                  |       |
| Campeonato Mundial        |                  |                  |       |
| Año                       | Lugar            | Medalla          | Clase |
| 1961                      | Travemünde (RFA) | Medalla de plata | Finn  |

| Representando a Dinamarca |                                  |                   |                 |
| Juegos Olímpicos          |                                  |                   |                 |
| Año                       | Lugar                            | Medalla           | Clase           |
| 1960                      | Roma (Italia)                    | Medalla de plata  | Flying Dutchman |
| Campeonato Mundial        |                                  |                   |                 |
| Año                       | Lugar                            | Medalla           | Clase           |
| 1962                      | San Petersburgo (Estados Unidos) | Medalla de oro    | Flying Dutchman |
| 1973                      | Rochester (Estados Unidos)       | Medalla de oro    | Flying Dutchman |
| Campeonato Europeo        |                                  |                   |                 |
| Año                       | Lugar                            | Medalla           | Clase           |
| 1960                      | Sandhamn (Suecia)                | Medalla de oro    | Flying Dutchman |
| 1964                      | Whitstable (Reino Unido)         | Medalla de plata  | Flying Dutchman |
| Representando a Canadá    |                                  |                   |                 |
| Campeonato Mundial        |                                  |                   |                 |
| Año                       | Lugar                            | Medalla           | Clase           |
| 1974                      | Weymouth (Reino Unido)           | Medalla de bronce | Flying Dutchman |
| Campeonato Europeo        |                                  |                   |                 |
| Año                       | Lugar                            | Medalla           | Clase           |
| 1976                      | Hyères (Francia)                 | Medalla de oro    | Flying Dutchman |

| Representando a Dinamarca |                              |                   |        |
| Campeonato Mundial        |                              |                   |        |
| Año                       | Lugar                        | Medalla           | Clase  |
| 1974                      | Palm Beach (Australia)       | Medalla de oro    | Soling |
| Representando a Canadá    |                              |                   |        |
| Juegos Olímpicos          |                              |                   |        |
| Año                       | Lugar                        | Medalla           | Clase  |
| 1984                      | Los Ángeles (Estados Unidos) | Medalla de bronce | Soling |
| Campeonato Mundial        |                              |                   |        |
| Año                       | Lugar                        | Medalla           | Clase  |
| 1978                      | Río de Janeiro (Brasil)      | Medalla de bronce | Soling |
| 2006                      | Annapolis (Estados Unidos)   | Medalla de oro    | Soling |
| Campeonato Europeo        |                              |                   |        |
| Año                       | Lugar                        | Medalla           | Clase  |
| 1978                      | Kiel (RFA)                   | Medalla de oro    | Soling |
| 1982                      | Copenhague (Dinamarca)       | Medalla de oro    | Soling |
| 1983                      | Medemblik (Países Bajos)     | Medalla de oro    | Soling |
| 1987                      | Karlshamn (Suecia)           | Medalla de bronce | Soling |

1. 1 2 3  En algunas ediciones del Campeonato Europeo se permitió la participación de regatistas de otros continentes.